# Beskidek (Beskid Niski)
Beskidek (685 m n.p.m.) – zalesiony szczyt w Beskidzie Niskim, na granicy ze Słowacją, na którym znajduje się cmentarz wojskowy nr 46.